# Албанске кнежевине
Термин албанске кнежевине се односи на низ кнежевина створених у средњем веку у Албанији и околним регионима на западном Балкану којима је владало албанско племство. 12. век је обележио прву албанску кнежевину, Кнежевину Арбанон. Међутим, касније, у другој половини 14. века, ове кнежевине су ојачале, посебно падом Српског царства после 1355. године. Неке од ових кнежевина су се ујединиле 1444. године под војним савезом под називом Љешка лига до 1480. који је победио Османско царство у више од 28 битака. Покривали су данашњу Албанију, западно и централно Косово, Епир, области до Коринта, западну Северну Македонију, јужну Црну Гору. Вође ових кнежевина биле су неке од најистакнутијих балканских личности у 14. и 15. веку као што су Ђин Буе Спата, Андреа Музака, Ђин Зеневиши, Карло Топија, Андрија Гропа, породица Балшићи, Ђорђе Аријанит Комниновић, Лека Дугађин и његова породица...

## Кнежевина Арбанон
Кнежевина Арбанон (1190–1255) била је прва албанска држава у средњем веку. Проглашење феудалне државе Арбанон, на северу Албаније, са Кројом као престоницом, догодило се 1190. године. Као оснивач ове државе познат је Прогон, а касније су кнежевином владали Ђини и Димитер Прогони. Ндерфандина је позната као најважнији центар ове кнежевине, а то је јасно говорио амблем Арбанона пронађен уклесан на камену у католичкој цркви Свете Марије. Након пада династије Прогон, кнежевина је дошла под Григор Камона и Гулама од Албаније. Коначно је кнежевина распуштена 1255. Најбољи период кнежевине је био под Димитером Прогонијем.

## Деспотовина Ангелокастронска и Лепантска
Деспотовина Ангелокастрона и Лепанта (1358–1374) била је деспотовина којом су владали албански поглавари Епира. Настала је после пораза Нићифора II Орсинија 1358. године, а престала је да постоји 1374. године, када је њен деспот, Ђин Буа Спата, ујединио територију са деспотовином Арте.

## Кнежевина Валона
Кнежевина Валона (1346–1417) била је средњовековна држава која је отприлике обухватала територије савремених албанских жупанија Валона (Валона) и Берат. Првобитно вазал Српског царства, после 1355. године постаје самостална властелина све док је 1417. године нису освојиле Османлије. Између 1355. и 1417. године били су под влашћу бугарских владара из породице Асена и владара из српске породице Балшић.

## Кнежевина Дукађини
Кнежевина Дукађини (алб. Principata e Dukagjinit) се односи на домене албанске породице Дукађини у северној Албанији и западном Косову у 14. и 15. веку. У свом максималном обиму, домени Дукађина су се простирали од Горњег Задрима на северозападу до Дукађинске равнице на западу Косова. Политички центар породице Дукађини било је Леже до 1393. године када је предата Венецији како не би пала под Османлије. Османски санџак Дукађин добио је име по владавини породице у областима које су га формирале.

## Кнежевина Захарија
Први владар династије Захарија био је Која Захарија који је заузео замак Дањ 1396. године, прогласио се за господара Сатија и Дања („dominus Sabatensis et Dagnensis“) и одатле управљао територијом око њега као османлијски вазал. Октобра 1400. Која је предложио Млечанима да симулирају битку у којој би се он и његов рођак Димитер Јонима претварали да губе своје поседе од Млечана, у замену за обезбеђивање 500 дуката годишње. Млечани нису одмах одговорили и Која се вратио султану. Која је наставио да влада све до 1430. године када је Исак бег заузео Дањ1430. године, када је он припојен територији коју је контролисао Али-бег, док је Која био или затворен или протеран. Након што је угушена албанска побуна 1432–1436, султан је Којином сину Леки Захарији поверио место намесника Дања.

## Кнежевина Кастриоти
Основана непосредно након распада Српског царства, Кнежевина Кастриоти је била важан део отпора против Османског царства. Њен најзначајнији владар је био Скендербег. Иван Кастриотић је морао да пошаље своја 3 сина османском двору као таоце јер се противио Османлијама, од којих је један био Ђурађ Кастриотић, који је одрастао и похађао војну школу у Једрењу и касније постао успешан војсковођа у османској војсци, добивши титулу Arnavutlu İskender Bey, одакле и потиче надимак Скендербег. Након Битке код Ниша, Скендербег је заједно са око 300 војника направио побуну против Османлија и преузео власт над Кројом. Основао је Љешку лигу и водио многе успешне битке против Османлија, али су државе Љешке лиге пале под Османску власт не тако дуго након његове смрти.